# Rengas (Kedungwuni)
Rengas is een bestuurslaag in het regentschap Pekalongan van de provincie Midden-Java, Indonesië. Rengas telt 2512 inwoners (volkstelling 2010).